# Vader (banda)
Vader é uma banda de death metal da Polônia, formada em 1983. De acordo com Piotr Wiwczarek (fundador, guitarrista e vocalista) o nome da banda foi inspirado no personagem Darth Vader da série de filmes Star Wars. Os temas líricos incluem histórias de H. P. Lovecraft, Segunda Guerra Mundial, filmes de terror e mensagens antirreligiosas. Segundo a Billboard magazine, até 2003 o Vader vendeu mais de 500.000 cópias ao redor do mundo.
A banda começou fazendo heavy/speed metal, mas com o passar do tempo desenvolveram um estilo de thrash metal "extremo" que viria a ser conhecido como death metal. Muitos consideram o Vader como um dos pioneiros a tocarem death metal na Polônia, colocando seu  país na cena internacional do gênero. A banda não disfarça suas raízes e influências, pois sempre em seus concertos tocam covers, geralmente Slayer. Também gravaram um álbum de covers, com canções como "Flag of Hate" (Kreator), "Total Disaster" (Destruction), "Freezing Moon" (Mayhem), "Fight Fire With Fire" (Metallica), dentre outras.
A banda passou pelo Brasil na sua ultima turnê.

## História
O Vader foi formado em 1983, o mesmo ano dos primeiros pioneiros do death metal Possessed e Death. Contudo, nessa época o Vader era uma banda de heavy/speed metal, depois evoluindo para o thrash metal e então finalmente chegando ao death metal com sua primeira demo Live in Decay, em 1986. Eles lançaram outra demo, Necrolust, em 1989, mas foi com sua terceira demo Morbid Reich, em 1990, que eles ganharam atenção internacional. Morbid Reich vendeu aproximadamente 10.000 cópias, tornando-se uma das demos mais vendidas da história do metal. O sucesso ganho rendeu ao grupo um contrato com a Earache Records. As músicas do 'Morbid Reich aparecem depois no primeiro álbum do deles em 1992, The Ultimate Incantation.
Por conflitos na comunicação, o contrato com a Earache  foi encerrado e os álbuns  Sothis e The Darkest Age: Live '93, ambos em 1994, foram lançados pro gravadoras diferentes. No meio-tempo, o Vader excursou incansavelmente, e em 1995, assinaram contrato com a  Impact Records. A banda então lançou  De Profundis, Future of the Past, e Black to the Blind. Depois, a Hammerheart Records relançou duas antigas demos, Necrolust e Morbid Reich, na compilação Reborn in Chaos. Em agosto de 1998, o Vader lançou Live in Japan. Eles também gravaram o EP  Kingdom e um  vídeo VHS intitulado Vision and Voice nessa época; ambos publicados em dezembro.  Em outubro de 1998, o Vader abriu um show para o  Slayer na Polônia. No fim de 1998, assinaram contrato com a Metal Blade Records.

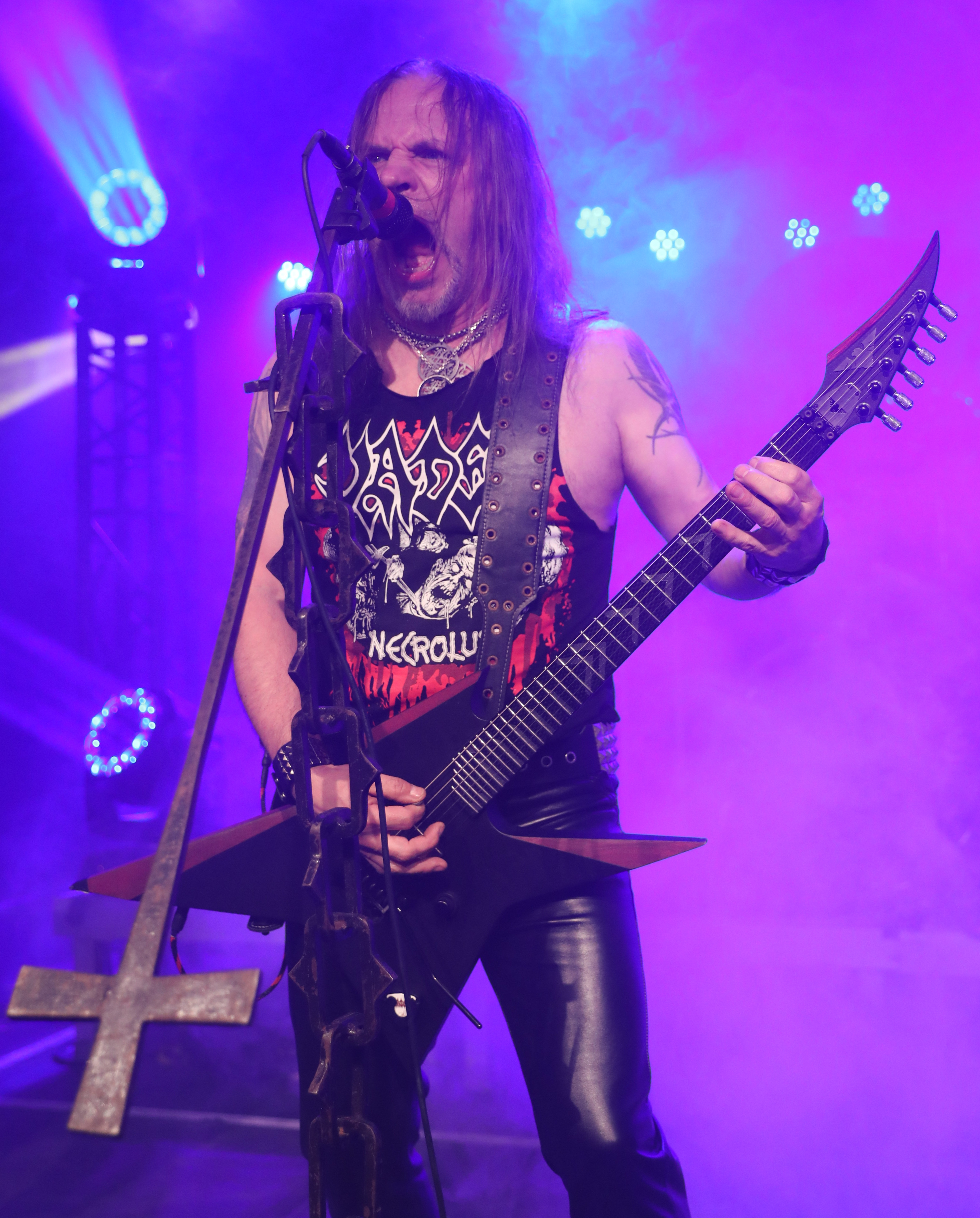
Piotr Wiwczarek, 2023

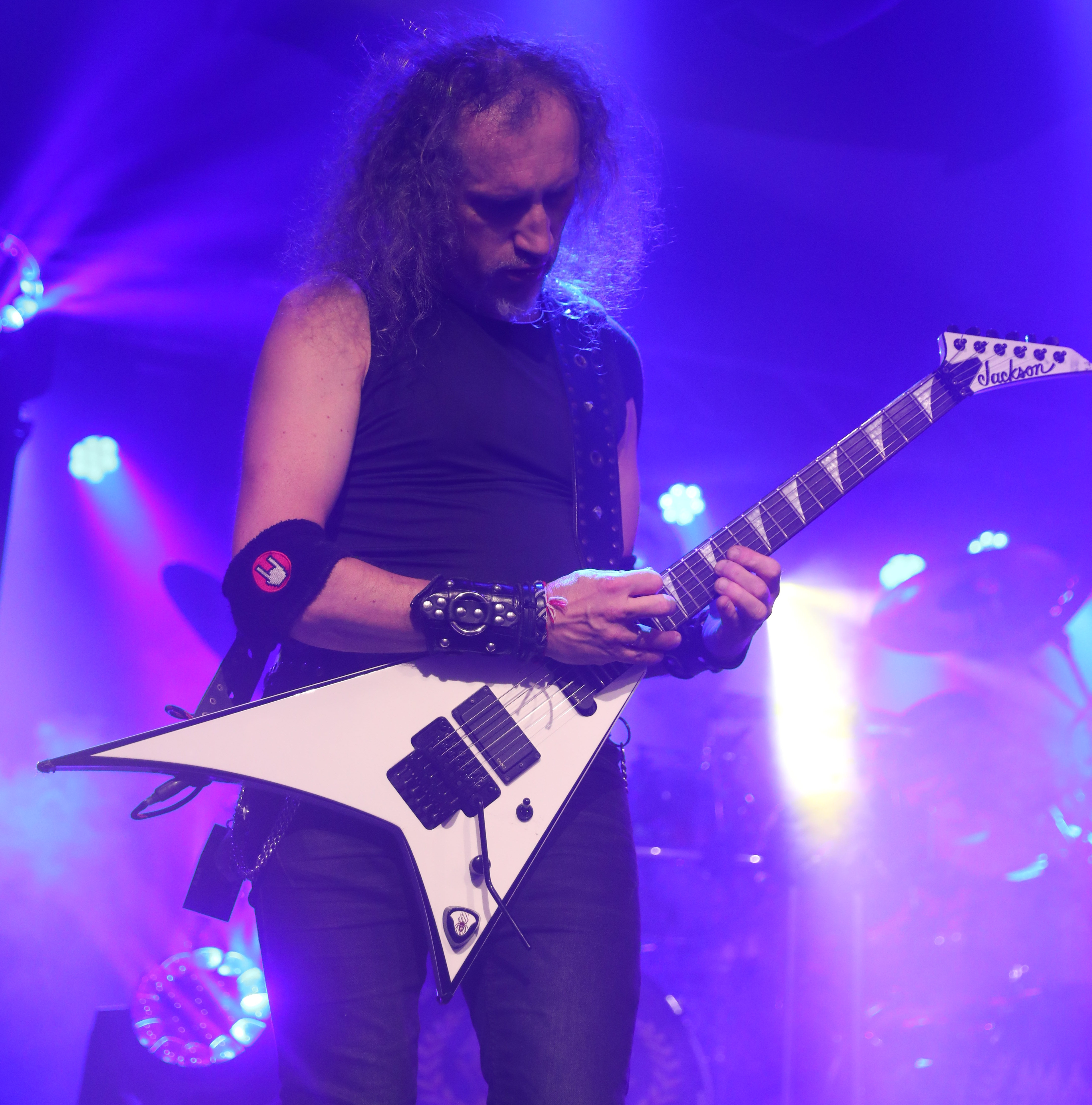
Marek Pająk, 2023

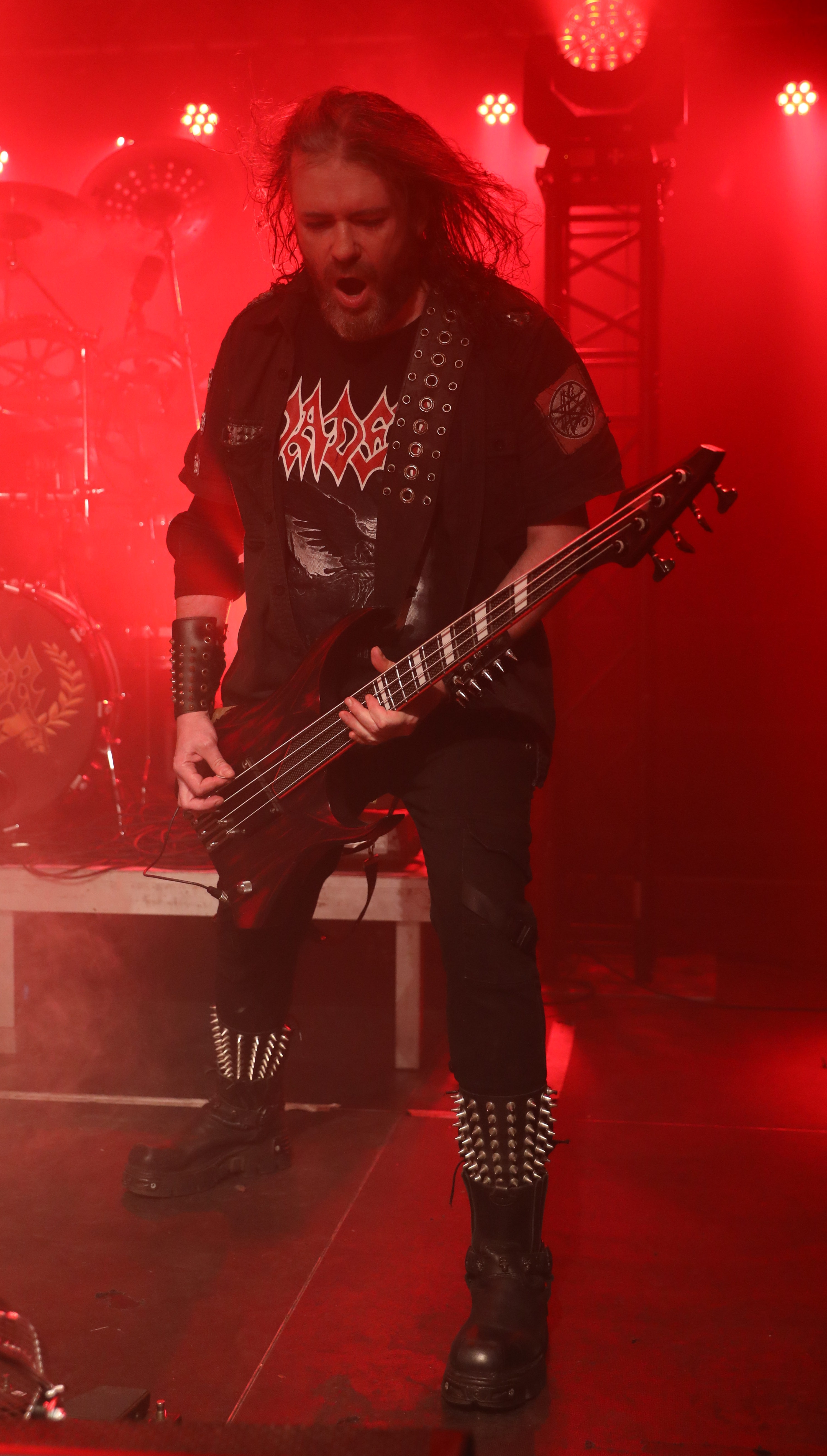
Tomasz Halicki, 2023

O Vader passou a maior parte de 1999 fazendo shows. Em março, eles embarcaram em sua primeira tour como headliner nos EUA, a International Extreme Music Festival 1999, e em maio tocaram no Metalmania. Em junho, a banda entrou em outra tour europeia, e o resto do verão foi preenchido com várias participações em festivais musicais da Europa central. O Vader concluiu seus shows iniciando uma digressão europeia com o grupo de thrash metal Testament.
Em novembro e dezembro de 1999,o Vader gravou o álbum Litany, o qual foi lançado em março de 2000, e produziu um videoclipe par a canção "Cold Demons," que foi incluída na edição especial digipack. O lançamento do álbum foi acompanhado de muitos shows ao vivo, incluindo o No Mercy Festival 2000 de abril, e em junho embarcaram em uma tour de 30 performances com Vital Remains, Fleshcrawl e The Crown.
Em abril de 2001, o Vader divulgou o EP Reign Forever World, que continha canções regravadas, covers e faixas ao vivo. A banda promoveu o álbum intensivamente, excursando pela Polônia, Rússia e Ucrânia, e novamente nos EUA. Em setembro do mesmo ano, fizeram outra tour europeia com Cryptopsy, Dying Fetus, Catastrophic e vários outros nomes. Esta foi seguida por 10 performances na Polônia como parte da Thrash'em All Festival 2001, junto a Krisiun, Behemoth e inúmeras bandas de death metal e black metal polonesas.
Em 2002 o Vader lançou Revelations, apresentando-se na Inglaterra, Escócia e Irlanda em datas do No Mercy Festival. Em maio, lançaram seu primeiro DVD, More Vision and the Voice. Em 2004, iniciou as gravações de The Beast. Sessões de gravação para o álbum foram adiadas para mio devido a um acidente que lesionou o baterista Doc. Ele foi substituído por Daray da banda polonesa Vesania. As gravações foram finalizadas em meados de julho, e para promover o disco, caíram novamente na estrada para fazer mais de 170 concertos. A parte europeia da digressão viu o Vader viajar pela primeira vez aos Balcãs. O show mais importante de 2004 foi no Silesian Stadium em Chorzów, onde a banda abriu para o Metallica ante 50 mil pessoas.
Em março de 2005, o baterista Doc deixou o grupo por um aparente problema com drogas. Em agosto de 2005, foi anunciado que Doc havia falecido.
2006 foi o ano da gravação do disco Impressions in Blood, que chegou a posição 8 nas paradas musicais polonesas.
Em 2008, Novy decidiu sair do Vader depois de cinco ano; Marcin Rygiel (ex-Decapitated) substituiu-o no baixo para a Summer Slaughter Tour 2008 americana. Reyash tornaria-se baixista permanente mais tarde naquele mesmo ano.
Em 2009, o oitavo álbum do Vader, Necropolis, foi lançado  via Nuclear Blast Records. O álbum foi gravado nos estúdios Hertz em Bialystok, Polônia com os Wieslawski Bros Em 2011, o Vader produziu mais um disco, intitulado Welcome to the Morbid Reich.
Em dezembro de 2013, entraram em estúdio para gravar seu mais recente trabalho, de nome Tibi Et Igni, para um lançamento no início de 2014. Em 7 de março de 2014 a banda finalizou a gravação e lançou-o em 30 de maio pela Nuclear Blast.

## Integrantes
| - Piotr "Peter" Wiwczarek – guitarra (1983–presente), vocal (1988–presente), baixo (1983) - Marek "Spider" Pająk – guitarra (2010–presente) - Tomasz "Hal" Halicki – baixo (2011–presente) - James Stewart – bateria (2011–presente) - Marcin "Ząbek" Gołębiewski – bateria (1999) - Marcin "Martin" Rygiel – baixo (2008) - Wacław "Vogg" Kiełtyka – guitarra (2008–2009) - Tomasz "Reyash" Rejek – baixo (2008–2011) - Marco Martell – guitarra (2010) - Jerzy "U." Głód – teclado (2002) - Krzysztof "Siegmar" Oloś – teclado (2005, 2006, 2008, 2011) | - Zbigniew "Vika" Wróblewski – guitarra (1983–1986) - Robert Bielak – vocal (1984–1985) - Piotr Tomaszewski (falecido) – vocal (1985) - Robert "Astaroth" Struczewski (falecido) – baixo (1986) - Grzegorz "Belial" Jackowski – bateria (1986–1987) - Robert "Czarny" Czarneta – vocal (1986–1988) - Jacek "Jackie" Kalisz – baixo (1988–1991, 1993) - Krzysztof "Docent" Raczkowski (falecido) – bateria (1988–2005) - Piotr "Berial" Kuzioła – baixo (1991–1992) - Jarosław "China" Łabieniec – guitarra (1991–1997) - Leszek "Shambo" Rakowski – baixo (1993–2001) - Maurycy "Mauser" Stefanowicz – guitarra (1997–2008) - Konrad "Saimon" Karchut – baixo (2002–2003) - Marcin "Novy" Nowak – baixo (2003–2008) - Dariusz "Daray" Brzozowski – bateria (2004–2008) - Paweł "Paul" Jaroszewicz – bateria (2008–2011) |

## Discografia
| Álbuns de estúdio - The Ultimate Incantation (1992) - De Profundis (1995) - Black to the Blind (1997) - Litany (2000) - Revelations (2002) - The Beast (2004) - Impressions in Blood (2006) - Necropolis (2009) - Welcome to the Morbid Reich (2011) - Tibi Et Igni (2014) - The Empire (2016) - Solitude in Madness (2020) Álbuns de regravações - Future of the Past (1996, somente covers) - XXV (2008) Álbuns ao vivo - The Darkest Age: Live '93 (1994) - Live in Japan (1999) | Demos - Live in Decay (1986) - Necrolust (1989) - Morbid Reich (1990) EPs - Sothis (1994) - Kingdom (1998) - Reign Forever World (2001) - Blood (2003) - The Art of War (2005) - Lead Us!!! (2008) Coletâneas - Reborn in Chaos (1996) - Armageddon (2001) |